# (9190) Masako
(9190) Masako est un astéroïde de la ceinture principale.

## Description
(9190) Masako est un astéroïde de la ceinture principale. Il fut découvert le 4 novembre 1991 à Yatsugatake par Yoshio Kushida et Osamu Muramatsu. Il présente une orbite caractérisée par un demi-grand axe de 2,45 UA, une excentricité de 0,22 et une inclinaison de 5,6° par rapport à l'écliptique.

## Compléments